# Antalcidas
Antalcidas (en grec ancien, Ἀνταλκίδας), est un général spartiate du IVe siècle av. J.-C., mort en 367 av. J.-C.
Il conclut avec  Artaxerxès II Mnémon, roi de Perse, en l'an 386 av. J.-C., la Paix d'Antalkidas ou du Grand Roi: par ce traité, Sparte, dans le but de contrôler les cités grecques, acheta l'appui du Grand Roi en lui soumettant toutes les villes grecques de l'Asie Mineure. 
Poursuivi par le mépris général, Antalcidas se réfugia en Perse. Chassé par Artaxerxès lui-même, il revint en Grèce et s'y laissa, dit-on, mourir de faim.

## Source
Cet article comprend des extraits du Dictionnaire Bouillet. Il est possible de supprimer cette indication, si le texte reflète le savoir actuel sur ce thème, si les sources sont citées, s'il satisfait aux exigences linguistiques actuelles et s'il ne contient pas de propos qui vont à l'encontre des règles de neutralité de Wikipédia.